# まもって!ロリポップ
『まもって! ロリポップ』は、菊田みちよによる日本の少女漫画作品。通称「まもロリ」。

## 概要
講談社の漫画雑誌「なかよし」にて2003年2月号から2005年7月号にかけて連載（ただし2003年6月号は休載）された。もともとは、同誌2002年11月号の別冊付録「なかよしザ・ネクスト」において読者投票の結果により連載作を決める一種の読者コンペ企画として発表された3作品のうちの1つであり、そこで第1位を獲得したことによって連載作となった。そして読者からのさらなる支持を集めたことにより、最終的には約2年半に渡るロングラン連載となった（なお、「なかよしザ・ネクスト」自体は、2000年から行われていたものだが、この作品を生み出した2002年を最後に消滅している）。
2006年7月からテレビアニメ化されたが、それに伴い、「なかよし」2006年8月号からタイトルを『もどって! まもって! ロリポップ』に改めた上で事実上連載が再開、2008年2月号まで連載された。なお続編の通称は「もどロリ」。
また、「なかよし」本誌や増刊枠でも何作か、サブキャラクターたちに光を当てたスピンオフ作品が発表されている。

## あらすじ
「強くてやさしくてカッコよくてあたしを守ってくれる男のコ」を夢見る主人公の山田二菜（ニナ）は、魔法使い試験の課題で使われる硝子真珠（クリスタルパール）を飴と間違えてうっかり飲み込んでしまったことが原因で、試験期間の半年間、見習い魔法使い達から狙われるハメになった。
主人公を守るゼロ&イチイの二人を始め、サン&フォルテ、ゴウ&ロッカ、七瀬&八雲、クク&トトら、試験に挑む個性豊かな魔法使いコンビ達が次々と登場して物語を盛り上げる。また、魔法試験終了後も、主人公と硝子真珠との奇縁は続き、キング、ハート、ダイヤ、クローバー、スペードの魔法盗賊団とも関わっていくことになる。
なお、『もどって! まもって! ロリポップ』は、『まもロリ』の2年くらいあとが舞台となっており、ニナが上級魔法試験に使う硝子飴石（クリスタルドロップ）をうっかり飲んでしまい、受験生がニナの体から出てくる硝子飴石の欠片を受験合格のためにより多く集める、という内容。そのため、『まもロリ』の初期のエピソードのリメイクとみて良い。

## 登場人物

### 主要人物
山田 二菜（やまだ ニナ）
声 - 庄子裕衣
本作の主人公（ヒロイン）。
3月14日生まれ。身長154cm。O型。赤いリボンでツーサイドサップ風に結っているオレンジ色のロングヘア。
勝ち気な性格ながら、理想の「強くてやさしくてカッコよくてあたしを守ってくれる男のコ」を夢見るロマンチストな中学1年生。カフェに行ったとき、飴に見えた硝子真珠（クリスタルパール）を受験生が空から落ちてきた衝撃で飲み込んでしまったことがきっかけで、硝子真珠の持ち主として見習い魔法使い達に狙われている。自分と硝子真珠を守ってくれるゼロとイチイに心揺れるが、最終的にはゼロを選んだ。その後『もどロリ』では硝子飴石（クリスタルドロップ）に関わってしまう。
好きな教科は音楽・体育で、嫌いな教科は数学・地理。ショートケーキとバニラアイスが好き。銀杏が嫌い。実はストレッチ（特に腹筋）が趣味という、体育会系な一面を持つものの、実は泳げない。特技はカラオケ。ショッピングも好き。料理オンチ（というより家事全般が苦手。ただ本人はあまり気づいていないらしい）で、手作りケーキをゼロに振舞ったところ、ゼロを臨死体験に追い込んでしまったことがある。
ゼロ
声 - 大谷美貴
受験番号「001」の受験生。8月10日生まれ。身長160cm。B型。水色の髪。右利き。箸が使えない。好きな物はチョコと肉。嫌いな物はピーマンと納豆。体育が好きで国語・英語が嫌い。趣味は外で思い切り遊ぶこと。
魔法塾の跡取り。根は優しくて正義感も強いが、乱暴な行動と口の悪さが災いしてニナとは喧嘩ばかりしている。大事なシーンでいつも「お前、胸無いな」など胸関係の下ネタなどを言って良いムードを壊すが、次第にニナのことを本気で好きになっていく。嫉妬深く、八雲がニナに手を出したときには怒りを露にし、ニナ本人に嫉妬心を告げたこともある。
破壊魔法を得意とするが、コントロールが利きにくいため、パートナーのイチイから止められることが多い。魔法使いの兄・ジェフは、イチイの姉のサラサの婚約者であり、イチイとはジェフとサラサの婚約を通じて知り合った。
『まもロリ』最終回から約10年後が舞台のスピンオフ作品では、魔法警察に勤めている。
魔法使いとしての正装は、詰め襟の作業着（夏期は詰め襟のノースリーブシャツ）。
破壊魔法は、「ファイアーボール」、「マジックジャドー」。
イチイ
声 - 中村太亮
受験番号「002」の受験生。11月11日生まれ。身長175cm。暗い茶髪。好きな物は刺身で生クリームが嫌い。実はジーンズコレクター。
穏やかで優しい性格だが、一時期血の繋がらない姉・サラサの婚約がもとで荒れていた。所謂シスコン。普段は人当たりが良く、大人びた思いやり深い行動を取るが、たまにこぼれる本音は意外ときつい。このころはまだ、ロッカのことを気にも止めていない。ゼロと同様、ニナが気になり始める。
『まもロリ』最終回から約10年後が舞台のスピンオフ作品では、魔法警察に務めており、ゼロとコンビを組んでいる。その職務の一環として、人間界に派遣されることになったが、ゆえに職務とロッカとの交際との板ばさみになってしまう。
魔法使いとしての正装は、ロングコート（夏期はサマージャケット）。
防御魔法を得意としており、何度もニナを救う。
防御魔法は「チャームカプセル」、「クリスタルバリア」。

### 受験生
受験生の名前は受験番号の数字からきている（但しゼロとイチイの受験番号は001と002）。

#### 主な受験生
ゼロ
1番目の受験生。#ゼロ参照。
イチイ
2番目の受験生。#イチイ参照。
サン・シェラルド
声 - 斎藤桃子
3番目の受験生。2月29日生まれ。身長148cm。B型。黒髪ロングヘア。多種のピンやカチューシャなどを着用しており、さらにゴスロリファッションの愛好家。無邪気に心ない行動をする大喰らいな超天然腹黒美少女。語尾に♪をつける独特な喋り方をする。一人称は「サン」、「サンちゃん」。
召喚魔法が得意で、異常に足の大きい猫（ステップキャット）や空を泳ぐ魚（エアフィッシュ）等を呼び出せる。
強大な魔力を持ち、子供の頃から「呪われた子（疫病神）」として、祖父を始めとする一族郎党から冷たくされている。自分をかばい続ける従兄のフォルテにのみ心を許して、わがままの限りを尽くす。フォルテの事は「フォーちゃん」と呼ぶ。泣いたのは、フォルテの前で二度だけ。
フォルテの手作りお菓子が好き。宝物はフォルテ、好きなタイプはフォルテ、趣味はフォルテに女装させること、等とフォルテ関係が多い。嫌いな食べ物はない。フォルテにフリルのついた服ばかり着させる理由は「ヒラヒラが好きだから」。おじいちゃんが苦手。また、フォルテが自分以外の女性といることを、たとえフォルテに落ち度が無かったとしても絶対に許さず、『まもロリ』最終回から約10年後が舞台のスピンオフ作品では、他の女に走った（というより、祖父によってムリヤリ走らされた）フォルテに大激怒し、彼の婚約パーティーを破壊するという大暴挙をやらかしてしまう。
フォルテ・シェラルド
声 - 並木のり子
4番目の受験生。12月24日生まれ。身長163cm。A型。金髪碧目で、幼少時代はボブカット、10年後は髪を伸ばしてセミロングになっている。サンやニナから「フォーちゃん」と呼ばれる。
催眠魔法を得意とし、フルート演奏で相手をマインドコントロールできる。魔法界の名門出身で、かなりの女顔の美少年。パートナーのサンとは従兄妹同士で、彼女のわがままに振り回される日々を過ごしている。しばしば女装を強要されるのが一番の悩み。紅茶とクッキーが好き。フルートとリボンが宝物（フォルテのリボンは母の手作り）。料理が上手（しかも腕は確か）で、サンからよく「○○が食べたいな♪」や「フォーちゃんの手作りがいいの♪」と言われる。
『まもロリ』最終回でうかつなことを言ったばっかりに、それから約10年後が舞台のスピンオフ作品でどえらい目にあってしまう。
ゴウ
声 - 國分優香里
5月5日生まれ。身長178cm。AB型。緑色の髪。夢幻魔法を得意とする。好きな食べ物は抹茶と羊羹。
ロッカの執事にして、お目付役。ひたすら振り回されているように見えて、ロッカをきちんとたしなめることが出来る唯一の存在でもある。
趣味は盆栽で、松の盆栽が宝物。ニナの友人の初花に心を寄せられている。
ロッカ（王 六花/わん ろっか）
声 - 野川さくら
9月6日生まれ。B型。本来は身長120cmの幼女（5歳児）だが、変身魔法で身長161cmの14歳の女性に変身できる。ピンクのロング髪で、ピンク色のシニヨンキャップのような髪飾りをつけている。服装はチャイナ服やワンピースなど。
見知らぬ町で迷子になった時に助けてもらったのがきっかけでイチイに一目惚れ。良く言えば一途、はっきり言えば執念深い性格で、自らの恋を成就すべくイチイを日夜追い回している。嫉妬深く、ニナとイチイが一緒にいると怒って割り込んでくる。クリームシチューと苺が好物だが、人参が苦手。イチイにもらったパンダのぬいぐるみが宝物。
『まもロリ』最終回から10年後が舞台のスピンオフ作品では主役を務め、しかも、イチイと付き合っている。
暁 七瀬（あかつき ななせ）
声 - 三好りえ
7月6日生まれ。身長160cm。A型の蟹座。紫色の髪。呪符魔法が得意。
八雲とは幼馴染。本当は男だが女顔で、よく女装をするため男子の人気者になる。特に「暁七瀬親衛隊」がいるほどだったが、以前にゼロに正体をバラされ人気を失ったため、ゼロを恨んでいる。因みにモテるのが楽しいのであって、恋愛対象が男というわけではないらしい。
石井 八雲（いしい やくも）
声 - 木内秀信
11月23日生まれ。身長180cm。
関西弁が特徴。武器魔法が得意だが、以前イチイにからかわれたことからイチイに恨みを抱いている（「だせぇよ」と言われた）。ニナに好意があるらしいが、本気かどうかは不明。しかし結構惚れっぽい性格。
家は道場をやっており、その跡取りである。

#### その他の受験生
クク
声 - 鈴木真仁
9番目の受験生。ディズニープリンセスのジャスミンのような格好をしている。長い茶髪を1つの三つ編みにしている。ゼロの婚約者（許嫁）。
ゼロのことが好きだったが、後にトトに告白（?）をされた。
タロット魔法が得意。
トト
声 - 大山鎬則
10番目の受験生。眼鏡をかけている。エメラルドグリーン色の髪。物静かでいつもオドオドしている。
ククの幼馴染。最終的にククに告白して結ばれた。
イレブン・トゥエルブ
11番と12番の受験生。フラメンコダンサーのような格好をしている。二人はカップルらしい。
普段は2人で占い師をしている。結構当たると評判とのこと。
トミ・イヨ
13番と14番の受験生。火炎魔法が得意。
イヨは魔獣で、トミは南国のインディアンの様な服装をしている
フィフティーン・システィーン
15番と16番の受験生。氷結魔法が得意。
北極の様なコートドレスを着ている姉妹（フィフティーンが姉）。システィーンは意外とクールな性格らしい。
また、指図されるのが嫌いな様子。
因みにトミ、イヨ、フィフティーン、システィーンは『まもロリ』4巻以降は未登場。

### 受験関係者
ウィル
声 - 浅沼晋太郎
魔法試験試験官。使い魔の猫・アクアマリン（声：埴岡由紀子）をつれている。アクアマリンは「猫」といわれると怒る。
リル
声 - 田内友み
魔法試験本部に頼まれ、ニナに硝子真珠を取り出す薬を持ってきた。使い魔のカラス・ルビーをつれている。のんびり屋。いつも眠そうな顔をしている。寝起きがものすごく悪い。
魔法で、未来が見える。因みに一日の睡眠時間は12時間。
ジェフ
声 - 内藤玲
ゼロの兄。魔法試験のために人間界に行った弟のことを心配しているが、その心配のしようはかなりのもので、妻・サラサをあきれさせた程。
『もどロリ』では、初級魔法試験の設立を思いつき、それの実現のために奔走するが、それゆえに周りの人たちに迷惑をかけてしまった。
サラサ
声 - 川村万梨阿
イチイの義姉。夫・ジェフとの間にジャンという息子がいる。また、弟が上級魔法試験のために人間界に行っている間はパールの世話をしていた。
ジャン
サラサとジェフの息子。ジェフやゼロに憧れて、魔法使いになるのが夢。いつも森の中にある秘密基地で魔法の練習をしている。初級魔法試験を受けるらしい。『もどロリ』にて登場。
パール/クリスタルパール
9月20日生まれ。体長35cmの竜の子供。
本来は試験に合格した魔法使いの使い魔になるはずだったが、何故か魔法使いではないニナを自ら主人に選ぶ。そのため主人から魔力を取り込んで成長することができず、ずっと幼体のままでいる羽目になった。竜の証である角を耳と間違えられると憤慨する。
バナナが好きで、その後バナナ太りしたとか。辛いものが嫌いで、以前唐辛子をうっかり食べてひどい目にあったのがトラウマとなった為。後にイチイに引き取られる
『もどロリ』では諸事情によりジェフ・サラサ夫妻に預けられていた（本人は大泣きして嫌がっていた）が、サラサが人間界に来たときについてきた。

### 盗賊団kingdom
キング
盗賊団kingdomの団長。もともとはとある国の王子で、クイーンとは双子の兄妹。しかし外遊中にジョーカーという魔物に故国を滅ぼされてしまった。クイーンを救い出すため、魔力のこめられた宝石を盗む。
スペード
もともとはキングの侍従だった。
ジョーカーによって国が滅ぼされた時、ただ一人まともな状態で生き残ったが、実は影でキング達を裏切り、ジョーカーを復活させた。しかしスペード自身もジョーカーに加担した裏切り者としての自覚を持ち、誰よりもクイーンを解放したかっただけだったとのこと。
ハート
合コン好きの今時のギャル。
元々はある場面でゼロに助けられ、それがもとでゼロの事を好きになるという設定があったが、結局本編では採用されなかった。
ダイヤ
ロングヘアーの女性だが、男物のスーツを着用し、男言葉で話す。ニナとパールを拉致しようとしたときにクローバーが案を出し、彼が実行しようとしたところ、過剰に心配したことがあった。
クローバー
3歳くらいの幼児。くまの帽子を被っている。
『まもロリ』最終回から約10年後はロッカと同じ学校に通っているという設定があったが、スピンオフ作品ではこの設定は生かされなかった。
クイーン
キングの双子の妹。自分の国の女王だけが持つ特別な力を使い、国に現れた魔物・ジョーカーを封印するが、そのために絵の中に封じ込まれてしまう。絵から出るには、相当な魔力が必要らしい。
ジョーカー
キング達の国に現れ、一夜にして滅ぼしてしまった魔物。封印を解かれたために大暴れし、ニナをかばったゼロの命を奪う。さらに自らの中にスペードやイチイまでも取り込んだが、自身の中に眠る魔力を覚醒させたニナの力で消滅した。

### 『もどって! まもって! ロリポップ』からの登場人物
ズラ
声 - 小林晃子
タツノコ族の子供。ゼロのペット。
諸事情でパールを人間界に連れて行けなくなったため、代わりにゼロとイチイが人間界に来る前にペットショップで買って連れて来た。
アル
魔法試験試験官の一人。双子の妹のメルだけが魔法使い。そのせいか魔法使いや純粋な物（人）、ゼロを嫌う。ニナをデートに誘い、騙した事もあったが、多少の好意があるらしい。
水色のおかっぱ頭でヅラ疑惑が出た。
メル
魔法試験試験官でアルの双子の妹。ゼロが好きで、ゼロのために尽くそうとするが、その行動がいつも裏目に出てしまい、ニナの逆鱗に触れたことがある。
浮遊魔法が得意。敬語で喋る。兄同様、水色のおかっぱ頭。アルとは違い、ヅラ疑惑は出なかった。
エメラルド
メルの使い魔のカエル。ボールのような姿で、常に浮遊している。
ジェニー
ゼロの祖母。ゼロとニナを結婚させ、自分の魔法族を繁栄させることにこだわっている。ゼロが上級魔法試験を受けることに反対していたらしい。また、若い頃はかなりの美女であった模様。
魔法試験会長
魔法試験本部の会長。アルの証言、ジェニーが上級魔法試験を止めさせようとしたとき｢サラサと一日遊んでいい｣と提案したところ、喜んで賛成したということから見て、変態的思考を持っていると言える。

## 『めでぃかるまじかる』との関係
ウィルとアクアマリンは、もともとは同じ作者の読み切り作品『めでぃかるまじかる』の登場人物である。同作品中では、ウィルは弟子のピュアとともに魔法診療所を開く有能な魔法医だが、頻繁に仕事をさぼってはピュアにどつかれる生活を送っている。アクアマリンはピュアに対し注意と警告を与え、さらにツッコミを入れるウィルの使い魔（見た目は猫）として描かれる。

## コミック
シリーズ合計全13巻、いずれもKCなかよしから刊行。
- まもって! ロリポップ 第1巻 ISBN 4-06-364026-4（2003年7月1日）[15]
- まもって! ロリポップ 第2巻 ISBN 4-06-364039-6（2004年1月6日）[16]
- まもって! ロリポップ 第3巻 ISBN 4-06-364048-5（2004年4月30日）[17]
- まもって! ロリポップ 第4巻 ISBN 4-06-364061-2（2004年10月4日）[18]
- まもって! ロリポップ 第5巻 ISBN 4-06-364071-X（2005年5月1日）[19]
- まもって! ロリポップ 第6巻 ISBN 4-06-364081-7（2005年6月6日）[20]
- まもって! ロリポップ 第7巻 ISBN 4-06-364088-4（2005年9月2日）[21]
- もどって! まもって! ロリポップ 第1巻 ISBN 4-06-364121-X（2006年9月19日）[22]
- もどって! まもって! ロリポップ 第2巻 ISBN 978-4-06-364140-0（2007年3月20日）[23]
- もどって! まもって! ロリポップ 第3巻 ISBN 978-4-06-364153-0（2007年7月6日）[24]
- もどって! まもって! ロリポップ 第4巻 ISBN 978-4-06-364164-6（2007年10月5日）[25]
- もどって! まもって! ロリポップ 第5巻 ISBN 978-4-06-364176-9（2008年2月6日）[26]
- もどって! まもって! ロリポップ 第6巻 ISBN 978-4-06-364184-4（2008年4月28日）[27]

## スピンオフ作品
登場人物が多く、なおかつ一癖もふた癖もある人物ばかりだった。ゆえに、「番外編｣と言う名目でスピンオフ作品が多数作られた。以下ここにこれを記す。
- 「ゼロ&イチイ〜出会い〜」&「ゼロ&イチイ〜きずな〜(「なかよし」本誌2003年10・11月号）
- 「7月17日のサン」（「なかよし」本誌2003年8月号）
  - この2作品はテレビアニメにも組み込まれた。
- 「ロッカおとなになるもん!」（「なかよし」本誌2004年6月号）
- 「ナナパチ!」（「なかよしラブリー」2004年11月増刊）
- 「乱!スーパー混浴☆大作戦」（「なかよしラブリー」2005年4月増刊）
  - キング盗賊団一行の温泉旅行をネタにしたもの。
- 「I LOVE ダーリン」（「なかよし」本誌2005年8月号）
- 「いつでもキミのそばで…」（「なかよしラブリー」2007年12月増刊）
- 「ロッカさま、大事件です!?」（「なかよしラブリー」2008年2月増刊）
- 「もどって!まもって!ロリポップ マイナスファイブ」（「なかよし」本誌2008年3月号）

スピンオフ作品の多くは「なかよし」本誌に発表されたものであり、また、当然ながらニナが全く出ていないものもある。ゆえにニナは『まもロリ』単行本7巻の柱（「キャラにおしつけ」）で「本誌で2か月も出番がない事があった。あたしゃ本当に主人公だったんかいな?」という主旨のボヤキ発言をした。

## テレビアニメ
2006年7月から9月まで、CS放送局のキッズステーション及び地上波テレビ局のTOKYO MXなどの独立UHF放送局の一部の局とテレビせとうち（テレビ東京系）、熊本朝日放送（テレビ朝日系）で放送された。全13話。
UHFアニメに当たる作品ではあったが、朝から夕方にかけて放送した局が多い。一部、朝から夕方に放送する局と、深夜に放送する局とで放送されるCMが異なっていた。
第2話にして早くも色パカ（動画に異なる彩色の画の意図せぬ挿入、点滅のことを「パカパカ」とたとえることから）が見られるなど、品質の劣化があった。なお、乱れた作画の一部は放送期間中に修正された。このため、放送日時が早いテレビ局から次の放送のテレビ局へと、順を追うごとに少しずつ内容に変化が見られることが頻発する事態となった。
1話と2話にはアバンタイトル時に製作側で「テレビをみるときは、部屋を明るくしてはなれてみてね!」というテロップを表示していた。
11話以降はアバンタイトル時に製作側で「本作品の設定および登場人物は架空のものです。」というテロップを表示していた。

### スタッフ
- 原作 - 菊田みちよ（講談社刊｢月刊なかよし｣連載）[1]
- 監督 - 中村憲由[1]
- シリーズ構成 - ときたひろこ[1]
- キャラクターデザイン・総作画監督 - 西野理恵[1]
- 美術監督 - 石田晶子
- 色彩設計 - 佐藤初
- 撮影監督 - 羽鳥歩
- 編集 - 坂本久美子
- 音響監督 - ハマノカズゾウ
- 音楽 - 4-ever
- プロデューサー - 武下礼子、稗田晋、中林太
- アニメーションプロデューサー - 松下周史
- アニメーションコーディネート - スタジオコメット
- アニメーション制作 - サンシャインコーポレーション
- 製作 - 「まもって! ロリポップ」製作委員会（マーベラスエンターテイメント、スカパー・ウェルシンク、アミューズソフトエンタテインメント）

### 主題歌
オープニングテーマ「Poppin' Heartはひとつだけ?」
作詞 - 畑亜貴 / 作曲 - 前澤寛之 / 編曲 - 橋本由香利 / 歌 - クローバー
エンディングテーマ「キュン・キュン・パニック」
作詞 - かなすぎはじめ、み〜こ / 作曲・編曲 - 柏森進 / 歌 - MOSAIC.WAV

### 各話リスト
| 話数 | サブタイトル                   | あらすじ | 脚本         | 絵コンテ        | 演出           | 作画監督            | 放送日        |
| ---- | ------------------------------ | --- | ------------ | --------------- | -------------- | ------------------- | ------------- |
| 1    | 空から降ってきた王子様!?       | 魔法試験に使う「硝子真珠（クリスタルパール）」を飲みこんじゃったニナ。そこへイケメン魔法使いのゼロ＆イチイがやって来て・・・！？                 | ときたひろこ | 中村憲由        | 福島利規       | 南伸一郎 古池敏也   | 2006年 7月1日 |
| 2    | いきなり、おジャマしまーす!?   | ニナを魔法試験の受験生たちから守るため、転校して来たゼロ＆イチイ。戦う彼らにときめくニナだが、家にまで住みつかれてびっくり！？                   | 成田良美     | 難波日登志      | 白石道太       | 安台根              | 7月8日        |
| 3    | キス?赤ちゃん?ロリポップ!?     | ニナのもとにあらわれた新受験生ロッカ＆ゴウ。イチイLOVEのロッカはニナへジェラシーを爆発させて・・・！？                                           | 根元歳三     | 中村憲由        | 山崎茂         | 久保山陽子          | 7月15日       |
| 4    | ドキドキ温泉セクシー伝説!?     | 福引で当たった温泉旅行に来たニナとゼロ＆イチイ。ゼロとケンカして落ち込んでいるニナに、フォルテの魔法が襲いかかる。                               | 広田光毅     | 東海林真一      | 山崎茂         | 須田勝              | 7月22日       |
| 5    | 7月17日のサン                  | 天然ボケキャラでフォルテに甘えっぱなしのサン。ふりまわされつつ彼女をリードするフォルテ。7月17日はそんなふたりの特別な日だった。                  | 山田由香     | 福島利規        | 福島利規       | 安台根              | 7月29日       |
| 6    | 中間試験は大パニック!?         | いつも一緒の生活に慣れて来たニナとゼロ＆イチイ。そこへ魔法試験官のウィルがやって来て、中間試験が始まった！                                       | 成田良美     | 藤原良二        | 佐藤光敏       | 武内啓              | 8月5日        |
| 7    | 夏の行事は超シゲキ的!?         | 魔法試験の新受験生、七瀬＆八雲。ニナの学校の肝試し大会に紛れ込んで硝子真珠（クリスタルパール）を狙うが、いつの間にか目的を忘れ・・・！？         | 根元歳三     | 中村憲由        | 佐々木皓一     | 南伸一郎            | 8月12日       |
| 8    | ニナがゼロで、ゼロがニナ!?     | 海にやって来たニナたち。ゼロは、八雲がニナに接近する姿にヤキモチを焼いてしまう。不機嫌なゼロを気にするニナ。そんなふたりに七瀬の魔法が・・・！？ | 広田光毅     | 毛利和昭        | 白石道太       | 安台根              | 8月19日       |
| 9    | 婚約者、あらわる!?             | 魔法試験の新受験生クク＆トト登場。しかも、ククはゼロの婚約者だと名乗り、それを聞いたニナはなぜだかムシャクシャしてしまう。                       | 山田由香     | 山崎茂          | 山崎茂         | 久保山陽            | 8月26日       |
| 10   | 〜ゼロ&イチイ〜 出会いとキズナ | コンビネーションバッチリのゼロ＆イチイ。こうしてお互いを支えあえるようになるまでには、心のすれ違いがあって・・・。                               | 成田良美     | 東海林真一      | 星野真         | 飯飼一幸            | 9月2日        |
| 11   | 最後のプレゼント!?             | クリスマスを前に、街も人もウキウキ気分。一方、魔法試験終了日が近付き、ゼロ＆イチイとはなれたくない自分に気づくニナだった。                       | 山田由香     | 三田浩士 福冨博 | 西村大樹       | 高梨光              | 9月9日        |
| 12   | さよなら素敵な王子様           | ニナとゼロ＆イチイの前へ突然現れたリル。「君をたすけに来たんだ」と、ニナへ硝子真珠（クリスタルパール）を体内から取り出す薬を手わたすのだった。   | 広田光毅     | 紅優            | サトウミツトシ | KIM SANG YEOB       | 9月16日       |
| 13   | もどって! まもって! ロリポップ | 変異した硝子真珠（クリスタルパール）とたたかう受験生たち。ゼロ＆イチイが必死で自分をまもってくれる姿に、ニナは強く心うたれて・・・。             | 根元歳三     | 中村憲由        | 中野英明       | 南伸一郎 志田ただし | 9月23日       |

### 放送局
| 放送地域       | 放送局             | 放送期間               | 放送日時                     | 放送系列       | 備考             |
| -------------- | ------------------ | ---------------------- | ---------------------------- | -------------- | ---------------- |
| 岡山県・香川県 | テレビせとうち     | 2006年7月2日 - 9月24日 | 日曜 2:00 - 2:30（土曜深夜） | テレビ東京系列 |                  |
| 岐阜県         | 岐阜放送           | 2006年7月2日 - 9月24日 | 日曜 8:00 - 8:30             | 独立UHF局      |                  |
| 千葉県         | チバテレビ         | 2006年7月5日 - 9月27日 | 水曜 17:00 - 17:30           | 独立UHF局      |                  |
| 東京都         | TOKYO MX           | 2006年7月6日 - 9月28日 | 木曜 18:30 - 19:00           | 独立UHF局      |                  |
| 兵庫県         | サンテレビ         | 2006年7月7日 - 9月29日 | 金曜 7:00 - 7:30             | 独立UHF局      |                  |
| 京都府         | KBS京都            | 2006年7月8日 - 9月30日 | 土曜 1:45 - 2:15（金曜深夜） | 独立UHF局      |                  |
| 熊本県         | 熊本朝日放送       | 2006年7月8日 - 9月30日 | 土曜 6:45 - 7:15             | テレビ朝日系列 |                  |
| 日本全域       | キッズステーション | 2006年7月8日 - 9月30日 | 土曜 18:30 - 19:00           | CS放送         | リピート放送あり |